# Канцем
Канцем (њем. Kanzem) општина је у њемачкој савезној држави Рајна-Палатинат. Једно је од 103 општинска средишта округа Трир-Сарбург. Према процјени из 2010. у општини је живјело 621 становника. Посједује регионалну шифру (AGS) 7235055.

## Географски и демографски подаци
Канцем се налази у савезној држави Рајна-Палатинат у округу Трир-Сарбург. Општина се налази на надморској висини од 145 метара. Површина општине износи 4,3 km². У самом мјесту је, према процјени из 2010. године, живјело 621 становника. Просјечна густина становништва износи 145 становника/km².